# Mubadala World Tennis Championship 2019
Il Mubadala World Tennis Championship 2018 è un torneo esibizione di tennis disputato su campi in cemento. È stata l'11ª edizione dell'evento che si è svolta dal 27 al 29 dicembre 2018. Hanno partecipato sei giocatori fra i primi del mondo. Il torneo si è svolto nel Abu Dhabi International Tennis Complex di Zayed Sports City ad Abu Dhabi negli Emirati Arabi Uniti. Questo è stato un torneo di preparazione all'ATP Tour 2019 e al WTA Tour 2019.

## Partecipanti

### Teste di serie singolare maschile
| Nazionalità   | Giocatore      | Ranking | Testa di serie* |
| ------------- | -------------- | ------- | --------------- |
| Serbia        | Novak Đoković  | 1       | 1               |
| Spagna        | Rafael Nadal   | 2       | 2               |
| Sudafrica     | Kevin Anderson | 6       | 3               |
| Austria       | Dominic Thiem  | 8       | 4               |
| Russia        | Karen Chačanov | 11      | 5               |
| Corea del Sud | Chung Hyeon    | 25      | 6               |

### Teste di serie singolare femminile
| Nazionalità | Giocatore       | Ranking | Testa di serie* |
| ----------- | --------------- | ------- | --------------- |
| Stati Uniti | Serena Williams | 16      | 1               |
| Stati Uniti | Venus Williams  | 38      | 2               |

## Campioni

### Singolare maschile
Novak Đoković ha battuto in finale  Kevin Anderson con il punteggio di 4–6, 7–5, 7–5.

### Singolare femminile
Venus Williams ha battuto  Serena Williams con il punteggio di 4–6, 6–3, [10-8].